# Wileńska Rada Delegatów Robotniczych
Wileńska Rada Delegatów Robotniczych (lit. Vilniaus darbininkų atstovų taryba, w skrócie VDAT, ros. Вильнюсский Совет рабочих депутатов - Wilniusskij Sowiet raboczich dieputatow) – rada robotnicza powstała w Wilnie w końcu 1918 r.
Po zakończeniu I wojny światowej 11 listopada 1918 r., gdy niemiecki projekt Ober Ost legł w gruzach, w Wilnie zaistniała polityczna próżnia. Prokomunistyczna Rada Delegatów Robotniczych stała się jedną z sił politycznych dążących do rządzenia miastem, konkurując o wpływy z litewską Tarybą i polską Samoobroną. W grudniu 1918 roku do rady wybrano łącznie 202 delegatów. Choć komuniści stanowili największą frakcję, Rada Wileńska była politycznie zróżnicowana. Na pierwszym posiedzeniu rady komuniści i bundowcy starli się ze sobą. 
Niejednorodna politycznie Rada nie przyjęła z zadowoleniem powstania Tymczasowego Rewolucyjnego Rządu Robotniczo-Chłopskiego Litwy, na którego czele stał Vincas Mickevičius-Kapsukas. 1 stycznia 1919 r. działalność Rady została przerwana, gdy jej budynek otoczył oddział polskiej Samoobrony i po kilkunastogodzinnej walce z robotniczą milicją wziął delegatów do niewoli. Jednak już cztery dni później, po zajęciu Wilna przez Armię Czerwoną podczas radzieckiej ofensywy na zachód, działania Rady oficjalnie wznowiono i rozpisano do niej nowe wybory. Jako że mogli brać w nich udział również żołnierze Armii Czerwonej, nowo obrana Rada była już bytem całkowicie opanowanym przez komunistów.

## Grudzień 1918: wybory
Pod koniec listopada 1918 roku komuniści rozpoczęli przygotowania do wyborów do rady robotniczej. W tym celu powołano specjalną komisję. W jej skład weszli przedstawiciele Komunistycznej Partii Litwy i Białorusi, Litewskiej Socjaldemokratycznej Partii, Socjaldemokratycznej Partii Pracy Litwy i Białorusi (internacjonalistów) (mienszewików-internacjonalistów), Powszechnego Żydowskiego Związku Robotniczego Bund, Rewolucyjnej Socjalistycznej Ludowej Partii Litwy, Żydowskiej Socjaldemokratycznej Partii Robotniczej (Poalej Syjon) i innych żydowskich grup socjalistycznych. Komisja rozpowszechniła w prasie tymczasowy statut Wileńskiej Rady Delegatów Robotniczych, który ogłaszał ją centralnym organem zarządzającym na Litwie do czasu zwołania ogólnokrajowego zjazdu rad robotniczych.
W wyborach mogli głosować wyłącznie członkowie związków zawodowych. Wybory odbyły się w atmosferze napięć pomiędzy robotnikami, władzami niemieckimi i właścicielami fabryk. Głosowanie rozpoczęło się na początku grudnia 1918 roku – jeszcze przed wycofaniem się wojsk niemieckich z Litwy. Wśród polskich robotników trwała aktywna kampania przeciwko wyborom do rady, której przewodziła gazeta Dziennik Wileński. Starania te nie były jednak w stanie przerwać kampanii wyborczej koordynowanej przez inne związki. Przykładowo związek zawodowy kolejarzy zorganizował wiec, na którym wybrano czterdziestu delegatów (komunistów i ich sojuszników) do Rady Wileńskiej. Wśród tych delegatów był Zigmas Angarietis. 
Ogółem do Wileńskiej Rady Delegatów Robotniczych wybrano 202 osoby różnej narodowości: działaczy pochodzenia polskiego, żydowskiego, litewskiego. Z tej liczby 96 deputowanych wywodziło się z Komunistycznej Partii Litwy i Białorusi, 60 z Powszechnego Żydowskiego Związku Robotniczego (Bundu), 22 z Socjaldemokratycznej Partii Robotniczej Litwy i Białorusi (internacjonalistów), 15 z Litewskiej Partii Socjaldemokratycznej i 9 z innych ugrupowań (Żydowskiej Socjaldemokratycznej Partii Robotniczej (Poalej Syjon), Zjednoczonej Żydowskiej Socjalistycznej Partii Robotniczej i innych). 

## Obrady

### 15 grudnia 1918: pierwsza sesja

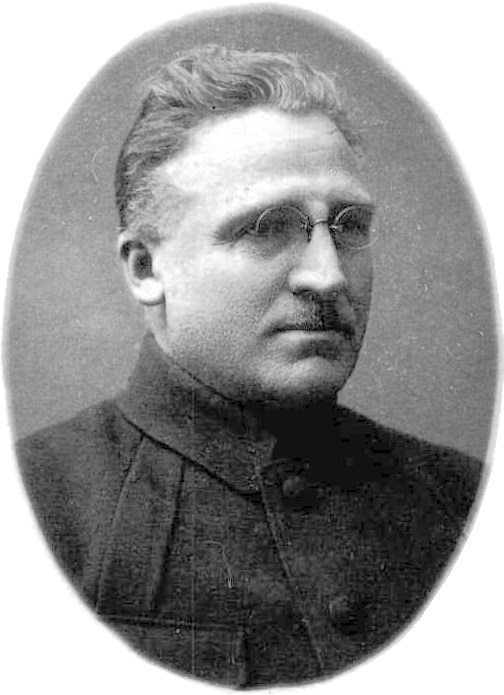
Przewodniczący prezydium Rady Pranas Eidukevičius

15 grudnia 1918 roku Wileńska Rada Delegatów Robotniczych odbyła swoje inauguracyjne posiedzenie w wileńskim ratuszu udekorowanym czerwonymi flagami i transparentami z hasłami rewolucyjnymi. Sesję otworzyło przemówienie wieloletniego działacza ruchu robotniczego Andriusa Domaševičiusa.
Rada wybrała dziewięcioosobowe prezydium, w skład którego weszło pięciu komunistów, trzech bundowców i jeden mienszewik-internacjonalista. Partię komunistyczną w prezydium reprezentowali: Pranas Eidukevičius (przewodniczący), Andriejus Novikovas ps. J. Vileiskis (wiceprzewodniczący), Iulij Szymiełowicz (sekretarz, były bundowiec, który został komunistą), Zigmas Angarietis i E. Senkevičius. Bund reprezentowali w prezydiumi Jankef Wajnsztejn (wiceprzewodniczący), Nison Pups (sekretarz) i L. Nowopoliantas, natomiast jedynym mienszewikiem-internacjonalistą był Edvardas Sokolovskis (wiceprzewodniczący).  
Rada ogłosiła się jedyną władzą zarządzającą miastem. Ogłosiła koniec cenzury, zakazała eksportu żywności poza miasto i wprowadziła kontrolę cen żywności. 
Pod koniec 1918 roku na wniosek Komitetu Centralnego Komunistycznej Partii Litwy i Białorusi trzej komuniści zostali mianowani komisarzami Rady Wileńskiej. Byli to Bonifacy Wierzbicki (także Bonifacas Verbickas; komisarz gospodarki miejskiej), K. Rimša (komisarz więziennictwa) i J. Vileiskis (komisarz kolei). Rada próbowała też zorganizować milicję, która kontrolowałaby ruch kolejowy, w tym niemieckie pociągi wojskowe. W rezultacie 30 deputowanych do Rady zostało aresztowanych przez Niemców. 

### 22 grudnia 1918: druga sesja
22 grudnia 1918 roku odbyło się drugie posiedzenie Rady Wileńskiej. Partie niekomunistyczne poddały na nim pod głosowanie rezolucję, w której odmówiono przekazania władzy nowo utworzonemu Tymczasowemu Rewolucyjnemu Rządowi Robotniczo-Chłopskiemu Litwy, na którego czele stał Vincas Mickevičius-Kapsukas.  Zamiast tego, sugerowali autorzy rezolucji, władza powinna należeć do litewskiego kongresu rad, a do czasu zwołania takiego kongresu rządzić będzie Komitet Wykonawczy Wileńskiej Rady Delegatów Robotniczych. Większość członków Rady Wileńskiej określiła Tymczasowy Rząd Rewolucyjny jako narzucony przez „bolszewickich komisarzy w Moskwie”. Frakcja komunistyczna wypowiedziała się przeciwko rezolucji, po czym odmówiła wzięcia udziału w głosowaniu. 
Rada Wileńska przyjęła uchwałę w sprawie więźniów politycznych przetrzymywanych w więzieniu na Łukiszkach. Ogłoszono, że jeśli więźniowie (w tym 30 deputowanych Rady zatrzymanych za próby tworzenia milicji robotniczej) nie zostaną uwolnieni do 23 grudnia 1918 r., robotnicy rozpoczną strajk polityczny.  Ponieważ władze niemieckie nie ustąpiły, 24 grudnia 1918 r. w Wilnie faktycznie rozpoczął się masowy strajk.  Strajkujący wyłączyli w mieście elektryczność i zatrzymali pracę wszystkich drukarni. Według niektórych źródeł wieczorem 25 grudnia 1918 roku władze niemieckie uwolniły więźniów politycznych i przekazały zarządzanie więzieniem Radzie. Inne informują jedynie o zwolnieniu niektórych więźniów.
Wiedząc, iż do przejęcia kontroli nad Wilnem dążyli również Polacy i przygotowując się do zbrojnego starcia z oddziałami polskimi, Rada Wileńska przystąpiła do organizowania milicji robotniczej. Lekarze Stasys Matulaitis i Andrius Domaševičius rozpoczęli organizowanie oddziału sanitarnego.

### 27 grudnia 1918: trzecia sesja
Trzecie posiedzenie Wileńskiej Rady Delegatów Robotniczych odbyło się 27 grudnia 1918 roku. W tym czasie armia niemiecka, szykując się do wycofania z miasta, przekazywała zasoby (zaopatrzenie, żywność, fundusze itp.) wileńskiej Dumie Miejskiej. Komuniści wezwali na forum Rady do konfrontacji z nią, domagając się przyjęcia rezolucji wzywającej do przekazania wszystkich instytucji, zasobów i pracowników rządowych Radzie Delegatów Robotniczych, a także stawiania złodziei żywności przed sądem wojskowym. Bund odrzucił wniosek komunistów, argumentując, że walka powinna być skierowana wyłącznie przeciwko niemieckim siłom okupacyjnym, a nie przeciwko lokalnej burżuazji. Bundowcy twierdzili, że stanowisko komunistów doprowadzi do wojny domowej. Wniosek komunistyczny został przyjęty 110 głosami. 

## 1–2 stycznia 1919: zbrojna konfrontacja z polską Samoobroną
Do przejęcia kontroli nad Wilnem w momencie wycofania się Niemców dążyli także Polacy. 1 stycznia 1919 r. oddziały polskiej Samoobrony otoczyły budynek Klubu Robotniczego przy ul. Wroniej (Varnių) 5, w którym pracowała Rada. W budynku przebywali jej deputowani i około pięćdziesięciu członków milicji robotniczej. Około godziny 23 dowódca wojsk polskich, generał Władysław Wejtko, wezwał milicję i deputowanych Rady do poddania się, ale ultimatum zostało odrzucone.
Walka o budynek trwała ponad dwanaście godzin. Oddział milicji został wysłany do Kirtimai po broń palną, lecz nie udało mu się powrócić do miasta. Kilku członków rady popełniła samobójstwo w piwnicy budynku, nie chcąc poddać się polskim oddziałom - w ten sposób postąpili Iulius Szymielowicz, Leon Czapliński, Antanas Liaudanskas, Jankelis Šapira oraz Bonifacy Wierzbicki. Również Roman Pilar próbował popełnić samobójstwo, ale przeżył. 
Po zdobyciu budynku polska Samoobrona wzięła do niewoli kilkudziesięciu organizatorów Rady i przejęła około 1000 sztuk broni, którą rewolucjoniści zdobyli od wycofujących się wojsk niemieckich.  
9 stycznia 1919 roku, po zajęciu Wilna przez Armię Czerwoną, na placu Katedralnym odbył się uroczysty pochówek tych członków Rady Wileńskiej, którzy polegli w walce lub odebrali sobie życie. W okresie powojennym, w Litewskiej SRR, ulicę Wronią przemianowano, ku ich pamięci, na ulicę Komunardów. Na niepodległej Litwie ulicy nadano imię Adomasa Jakštasa.

## Luty 1919: ponowne wybory i podporządkowanie komunistom
Po zajęciu Wilna przez Armię Czerwoną 5 stycznia 1919 r. odbyły się nowe wybory do Wileńskiej Rady Delegatów Robotniczych, w których mogli wziąć udział żołnierze Armii Czerwonej. Po tak przeprowadzonych wyborach skład i charakter Rady uległ zasadniczej zmianie. 4 lutego 1919 r. w skład Wileńskiej Rady Delegatów Robotniczych i Armii Czerwonej wchodziło 130 komunistów (nie licząc przedstawicieli oddziałów Armii Czerwonej), 45 przedstawicieli Bundu, 9 mienszewików-internacjonalistów, 5 Polskiej Partii Socjalistycznej Litwy i Białorusi, 2 lewicowych eserowców, 1 delegat Zjednoczonej Żydowskiej Socjalistycznej Partii Robotniczej oraz 4 bezpartyjnych. 
Na pierwszym posiedzeniu 7 lutego 1919 r. Wileńska Rada Delegatów Robotniczych i Armii Czerwonej wybrała 20-osobowy Komitet Wykonawczy, w którego skład weszło 16 komunistów, 3 bundowców i 1 mienszewik-internacjonalista. Na wniosek Komitetu Centralnego Komunistycznej Partii Litwy i Białorusi na przewodniczącego Rady wybrano Kazimierza Cichowskiego, na wiceprzewodniczącego E. Senkevičiusa, a Jan Olski został sekretarzem. Rada Delegatów Robotniczych przejęła władzę w mieście.
18 lutego 1919 roku Rada Wileńska jednogłośnie podjęła uchwałę zatwierdzającą połączenie Litewskiej Socjalistycznej Republiki Radzieckiej z Socjalistyczną Republiką Radziecką Białorusi. 